# Britský šachový šampionát

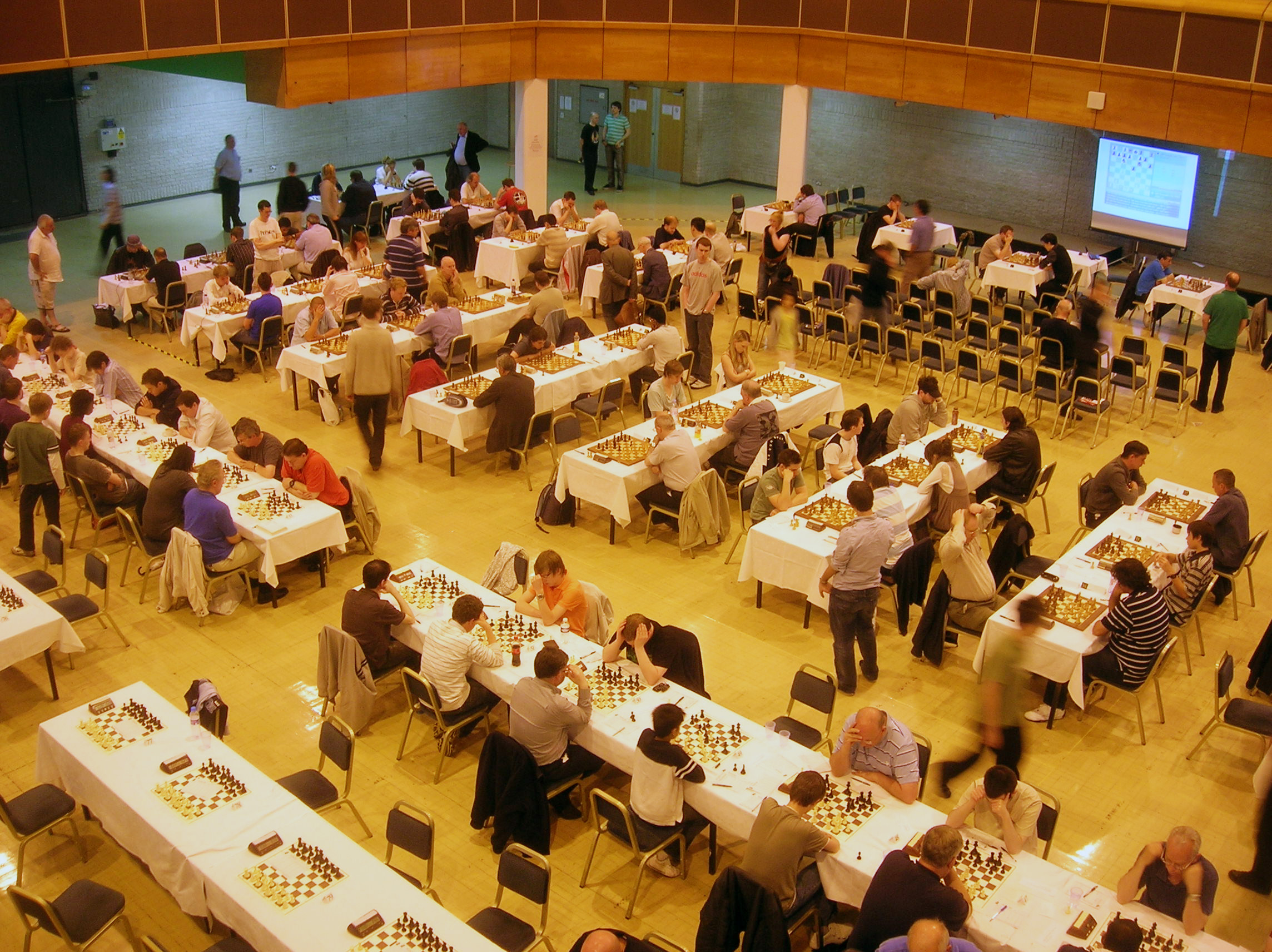

Britský šachový šampionát organizuje Šachová federace Anglie. Do roku 2004 se turnaje mohli zúčastnit i hráči z ostatních států Commonwealthu. Takto turnaj vyhrál například Mir Sultan Khan a Daniel Yanofsky. Součástí je i ženská sekce.